# Mary Jo Deegan
Mary Jo Deegan (Chicago, 27 de noviembre de 1946-Saint Joseph, 22 de enero de 2024) fue una socióloga estadounidense especialmente destacada por sus investigaciones en el rescate de la participación de las mujeres en la Historia de la Sociología. Ejerció como profesora de sociología en la Universidad de Nebraska-Lincoln y formó parte de la American Sociological Association (ASA) y de la Asociación Internacional de Sociología (ISA).

## Trayectoria
Nació en Chicago en 1946. Hija de Ida May Scott Deegan (1915-1997) y William James Deegan (1908–1959). Fue la menor de tres hermanas. En 2003 adquirió la doble nacionalidad irlandesa-estadounidense. En 1982 comenzó una relación afectiva e intelectual con el sociólogo estadounidense Michael R. Hill, con el que publicó diversos trabajos. Ella no quiso formar un matrimonio, para mantener su independencia y reivindicar su individualidad.
Realizó sus primeros estudios universitarios en el Lake Michigan College en 1966, en el campo de la matemática y la química. En 1969 obtuvo su licenciatura en química en la Western Michigan University. A continuación realizó un máster universitario en la misma universidad, en la especialidad de sociología, finalizando estos estudios en 1971. Su tesis de máster llevó por título Organizational Traits Affecting Change in the Michigan Division of Vocational Rehabilitation (Rasgos organizativos que afectan al cambio en la División de Rehabilitación Profesional de Michigan). Coronó su formación universitaria con un doctorado en sociología por la Universidad de Chicago en 1975, defendiendo una tesis doctoral que llevó por título Identity Change in Modern Society: A Study of the Physically Disabled (Cambios de identidad en la sociedad moderna: un estudio sobre la discapacidad física).
Desde 1975 hasta su fallecimiento fue profesora de sociología en la Universidad de Nebraska-Lincoln, puesto que compaginó con distintas estancias profesionales en dos universidades de su país: la Universidad de Notre Dame en Indiana y la Universidad de Michigan-Ann Arbor. Sus colaboraciones con distintas universidades europeas y latinoamericanas fueron muy numerosas. Impartió clases sobre Teoría Sociológica, clásica y contemporánea, y sobre Psicología Social. Sus intereses de investigación se centraron en la Historia de la Sociología, principalmente rescatando las aportaciones de las mujeres a la sociología, así como en los temas sociales del sexismo y racismo. Igualmente, indagó profusamente en el trabajo del sociólogo estadounidense George Herbert Mead y su relación intelectual con las sociólogas de la Escuela de Chicago. Otro ámbito de su interés fueron los rituales de la cultura estadounidense, la discapacidad como vivencia personal y fenómeno social, y la investigación sociológica desde el prisma del Interaccionismo simbólico.

## Reconocimientos
La American Sociological Association (ASA) distinguió a Deegan con distintos premios a lo largo de su vida. Por una parte, la sección de la ASA denominada "Historia de la Sociología y el Pensamiento social" la galardonó en los años 2002, 2003, 2005, 2008 y 2009, reconociendo principalmente sus investigaciones en torno a las sociólogas de la Escuela de Chicago (como Jane Addams o Charlotte Perkins Gilman). Por otra, también lo hizo la sección "Paz, Guerra y Conflicto Social" en el año 2008, por su contribución distinguida en la enseñanza de la disciplina sociológica.

## Obra

### Libros
- 1988. Jane Addams and the Men of the Chicago School, 1892-1918. New Brunswick: Transaction Books. ISBN 978-0887380778.
- 1989. American Ritual Dramas: Social Rules and Cultural Meanings. Nueva York: Greenwood Press. ISBN 978-0313263378.
- 1991. Women in Sociology: A Bio-Bibliographical Sourcebook. Nueva York: Greenwood Press. ISBN 978-0313260858.
- 1998. The American Ritual Tapestry: Social Rules and Cultural Meanings. Westport: Greenwood Press. ISBN 978-0313304651.
- 2002. Race, Hull-House, and the University of Chicago. A New Conscience Against Ancient Evils. Wesport: Praeger. ISBN 978-0275977764.
- 2008. Self, war, & society: George Herbert Mead's macrosociology. New Brunswick: Transaction Publishers. ISBN 978-0765803924.
- 2011. Essays in Social Psichology by George Herbert Mead. New Brunswick: Transaction Publishers. ISBN 978-1844253517.
- 2014. Annie Marion MacLean and the Chicago Schools of Sociology, 1894-1934. New Brunswick: Transaction Publishers. ISBN 978-1412852883.

### Publicaciones (selección)
- 1987. "Symbolic Interaction and the Study of Women: An Introducction". En Women and Symbolic Interaction, editado por Mary Jo Deegan y Michael Hill. Boston: Allen & Unwin.
- 1988. Early Women Sociologists at the University of Nebraska: A Selected Bibliography. Lincoln: Department of Sociology, University of Nebraska.[10]
- 1989. "Introduction to the Transaction Edition. American Charities as the Herald to a New Age". En American Charities. A Study in Philanthropy and Economics, editado por Amos G. Wagner, pp. IX-XXVIII. New Brunswick: Transaction Books. ISBN: 978-0887382420.
- 1995. "The Second Sex and the Chicago School: Women's Accounts, Knowledge, and Work, 1945-1960". En A Second Chicago School? The Development of a Postwar American Sociology, editado por Gary Alan Fine, pp. 322-364. Chicago: University of Chicago Press.
- 1997. "Introduction. Gilman's Sociological Journey from Herland to Ourland". En With Her in Ourland. Sequel to Herland, by Charlotte Perkins Gilman. Westport: Praeger Publishers.
- 1999. "Play from Prespective of George Herbert Mead". En Place, School, and Society by George Herbert Mead, pp. XIX-CXI. Ciudad de Nueva York: Peter Lang. ISBN: 978-0820438238.
- 2002. "Fannie Barrier Williams and Her Life as a New Woman of Color in Chicago". En The New Woman of Colour. The Collected Writings of Fannie Barrier Williams, editado por Mary Jo Deegan, pp. XIII-LX. DeKalb: Northern Illinois University Press. ISBN: 978-0875802930.
- 2003. "Introduction. Women and World Peace". En Women at the Hague: Jane Addams, Emily Greene Balch, and Alice Hamilton. The International Peace Congress of 1915, pp. 11-35. Amherst: Prometheus Press. ISBN: 978-1165773534.
- 2004. "Introduction". En Why Women Are So, by Mary Roberts Coolidge, pp. 7-23. Amherst: Humanity Books. ISBN: 978-1591021612.
- 2005. "A Private Trouble behind the Gendered Division of Labor in Sociology: The Curious Marriage of Robert E. Park and Clara Cahill Park". En Diverse Histories of American Sociology, editado por Anthony J. Blasi, pp. 18-39. Leiden: Brill. ISBN: 978-9004143630.
- 2012. "Sociólogas pioneras y la Sociedad Sociológica Americana: patrones de exclusión y participación". Revista CS, nº 10, julio-diciembre, pp. 313-337. Traducción de Manolo Constain Villa.[11]
- 2022. "Les femmes, la sociologie et l'Association américaine de sociologie (1906-1931)". Zilsel, Revue Semestrille. Science, Technique, Societé nº 10, abril, pp. 363-394. Traducción realizada por Stéphane Dufoix.[12]